# Tatort: Nasse Sachen
Nasse Sachen ist eine Folge der deutschen Fernsehkrimireihe Tatort aus dem Jahr 2011. Der Film des Mitteldeutschen Rundfunks von Regisseur Johannes Grieser mit Simone Thomalla und Martin Wuttke als Leipziger Ermittler Saalfeld und Keppler wurde am Pfingstmontag, 13. Juni 2011, erstmals im Ersten ausgestrahlt.

## Handlung
Die Leipziger Ermittler werden nachts in ein Leipziger Industriegebiet gerufen. Auf einer Straße wurde Jannis Kerides, ein Gebrauchtwagenhändler, aus einem fahrenden Auto geworfen. Die beiden Hauptkommissare sind sich ziemlich sicher, dass es sich hier um die Auseinandersetzung unter kriminellen Autoschiebern handelt.
Die Kommissare Saalfeld und Keppler wollen sich ein Bild der Lage in Kerides Autowerkstatt machen. Hier erwischen sie Georg Hantschel, den Geschäftspartner des Opfers. Als Saalfeld mit gezückter Waffe Hantschel befiehlt, sich umzudrehen, fasst sich dieser in seine Jacke. Eva Saalfeld glaubt, dass er eine Waffe zücken wird, und verletzt ihn mit ihrem Schuss schwer. Sie macht sich Vorwürfe, zumal bei der anschließenden Untersuchung keine Waffe gefunden wird. Saalfeld wird für kurze Zeit sogar vom Dienst suspendiert.
Am nächsten Tag wird Walter Rimbach, ein Angestellter von Kerides, in seiner Wohnung erschlagen aufgefunden. Die Ermittler finden heraus, dass Rimbach der Mörder von Kerides war. Sie beginnen sich jedoch zu fragen, ob es hier tatsächlich um das Geschäft mit Gebrauchtwagen ging oder ob hinter diesen Verbrechen familiäre Gründe stecken. Nicht nur Rimbachs hoch verschuldete Tochter Karla hätte Gründe für die Tat gehabt, auch Thomas Kramm, der Rimbach kurz vor dessen Tod in der Werkstatt bedroht hatte, weil er ihn für das mysteriöse Verschwinden seines Vaters im Jahr 1983 verantwortlich macht. Es stellt sich heraus, dass der Mörder  und das Opfer Rimbach einst Polizisten und als Handlanger der Stasi am Tod eines Regimegegners beteiligt waren und dessen Sohn knapp 30 Jahre später auf Rache sann.
In den von Kramm sichergestellten Stasi-Unterlagen  findet Eva zu ihrer Überraschung auch den Namen ihres Vaters, den vermeintlich ehemaligen Volkspolizisten Horst Saalfeld, wieder. Sie bekommt heraus, dass ihr Vater bei dem Mord 1983 von Kramms Vater anwesend war. Als sich Keppler mit der Tochter Rimbachs, Karla Rimbach, genauer beschäftigt, erfährt er, dass Walter Rimbach, kurz bevor er starb, noch bei ihr war. Nach Aussage des Taxifahrers hatte er auf der Hinfahrt noch eine Tasche dabei, die er jedoch bei der Heimfahrt nicht mehr besaß. Saalfeld verfolgt aus diesem Grund Karla bis zum Flughafen, die die beschriebene Tasche nun hatte. Sie setzt sich an den Tisch mit einem älteren Mann und verschwindet kurz darauf.
Saalfeld folgt ihr ins Parkhaus und beobachtet, wie sie plötzlich von diesem Mann attackiert wird. Als sie eingreift, traut sie ihren Augen nicht: Vor ihr steht ihr schon tot geglaubter Vater. Dieser hatte sich nach dem Tod von Kramm 1983 mit neuer Identität nach Zypern abgesetzt und seine Familie glauben lassen, er wäre tot. Auf Zypern finanzierte er seinen Unterhalt mit Geldwäsche, Immobilien- und Waffengeschäften. Doch dieses Leben drohte aufzufliegen, da Rimbach ihn mit Unterlagen der Birthler-Behörde erpresst hatte. In ihnen stand, dass er den entscheidenden Schuss zum Tod von Kramm abgegeben hatte.
Während Saalfeld Zeit brauchte, um ihre Fassung wieder zu finden, entwendet ihr Vater ihre Waffe und versucht zu fliehen. Doch gemeinsam mit Keppler gelingt es ihr, den ehemaligen Stasi-Offizier zu stellen.

## Hintergrund
Der Tatort wurde für Das Erste im Auftrag des MDR von Saxonia Media produziert. Der in Dresden geborene Andreas Knaup verfasste zum ersten Mal ein Tatort-Drehbuch und arbeitete zuvor als Schauspieler, Regisseur und Synchronsprecher.
„Nasse Sachen“ ist im Geheimdienstjargon die Bezeichnung für Gewaltmaßnahmen bis hin zum Auftragsmord. Die Zuständigkeiten der Mord- und Kidnapping-Pläne lagen nach Erkenntnissen des BND direkt bei Erich Mielke sowie im Befehlsstrang des Generalleutnants und Vizeministers Gerhard Neiber. Laut dem Bundesnachrichtendienst heißt es: „Die Pläne für die jeweiligen Liquidierungen wurden nur in einem Exemplar handschriftlich erstellt und von Minister Mielke oder dessen Stellvertreter, General Neiber, persönlich abgezeichnet.“ Gerhard Neiber wurde mehrfach wegen derartiger Delikte angeklagt – verurteilt wurde er jedoch nie.

## Rezeption

### Einschaltquoten
Die Erstausstrahlung am 13. Juni 2011 wurde in Deutschland insgesamt von 7,88 Millionen Zuschauern gesehen und erreichte einen Marktanteil von 24,0 Prozent für Das Erste; in der Gruppe der 14–49-jährigen Zuschauer konnten 2,39 Millionen Zuschauer und ein Marktanteil von 18,3 % erreicht werden.

### Kritiken
RP Online nannte das Tatort-Debüt Knaups ein „heißes Eisen“, da es immerhin um „systematische Auftragsmorde durch die Staatsorgane der DDR“ gehe. Knaup vermeide es aber, „sein Drehbuch in eine politische Anklageschrift zu verwandeln“. Überzeugend sei vor allem die persönliche Ebene: „Das Vorgehen des DDR-Regimes, das in der Nachbetrachtung vor allem aus westlicher Sicht reichlich abstrakt erscheint, bekommt durch den Kriminalfall Namen und Gesichter.“ Lorenz Weger bezeichnet in der Frankfurter Allgemeinen Zeitung den Tatort dagegen als „nervende Selbstsuche“, es handele sich nicht mehr um einen Krimi, „sondern um ein Frauen-Melodram, bei dem Mord und Hehlerei und Stasi nur die Vorwände abgeben, die Vater- und damit auch die Identitätssuche der weiblichen Heldin irgendwie plausibel zu machen“. Er sei damit ein „Zeitdokument eines Subjektivismus, der zur Riesengröße anschwillt.“
Die Mitteldeutsche Zeitung meinte, dass es dem Autor Andreas Knaup gelungen sei, „sein Krimi-Drehbuch mit dem Anspruch zu verknüpfen, eine Geschichte über die DDR zu erzählen. Es geht dabei weniger um Vergangenheitsbewältigung; im Vordergrund stehen die Dramen, unter denen die betroffenen Familien noch heute leiden.“ Swantje Dake nannte in Stern.de die Beweisführung „fürchterlich konstruiert und verquer“ und die Wendung der Handlung „grotesk“. Zu oft würden sich Drehbücher abmühen, die DDR-Vergangenheit oder die Wende zu thematisieren. Der Tatort sei „ein gutes Beispiel dafür, wie man einen gut unterhaltenden Krimi kaputt-konstruiert“.